# Jämtland (kraj)
Kraj Jämtland nebo Jämtlandský kraj (švédsky Jämtlands län) je správní území ve Švédsku. Nachází se na severozápadě země a sousedí s kraji Dalarna, Gävleborg, Västernorrland a Västerbotten, dále s norským krajem Trøndelag. Rozkládá se na území historických provincií Jämtland a Härjedalen (znak a vlajka kraje kombinují symboly obou provincií), částečně též Lapland a Dalarna. Jedná se o třetí největší kraj, co se týká rozlohy. Hlavním městem kraje je Östersund.
Územní samospráva (region) se nazývá Region Jämtland Härjedalen.
Území kraje je převážně řídce obydlené. Více než třetina obyvatel žije na venkově, avšak většina z nich obývá hustěji obývanou oblast kolem jezera Storsjön.

## Obce

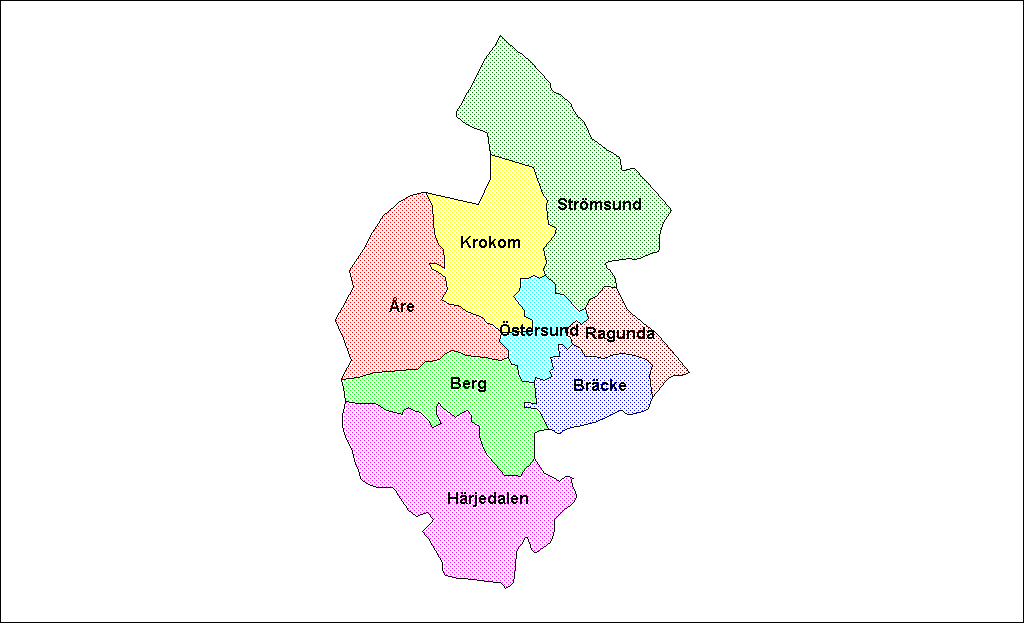
Mapa obcí v kraji Jämtland

Území kraje se dělí na 8 samosprávných obcí (kommuner).
| Obec       | Sídlo        | Provincie  |
| ---------- | ------------ | ---------- |
| Berg       | Svenstavik   | Jämtland   |
| Bräcke     | Bräcke       | Jämtland   |
| Krokom     | Krokom       | Jämtland   |
| Härjedalen | Sveg         | Härjedalen |
| Ragunda    | Hammarstrand | Jämtland   |
| Strömsund  | Strömsund    | Jämtland   |
| Åre        | Järpen       | Jämtland   |
| Östersund  | Östersund    | Jämtland   |

### Největší sídla
V kraji se nachází celkem 58 sídel (tätorter), přičemž 12 z nich má více než 1000 obyvatel.
| Číslo | Sídlo        | Počet obyvatel (31. 12. 2018) | Rozloha (ha) |
| ----- | ------------ | ----------------------------- | ------------ |
| 1     | Östersund    | 51 132                        | 3 484        |
| 2     | Strömsund    | 3 705                         | 392          |
| 3     | Åre          | 3 186                         | 635          |
| 4     | Sveg         | 2 535                         | 296          |
| 5     | Krokom       | 1 921                         | 160          |
| 6     | Järpen       | 1 604                         | 234          |
| 7     | Ås           | 1 592                         | 292          |
| 8     | Bräcke       | 1 533                         | 203          |
| 9     | Ängsmon      | 1 344                         | 53           |
| 10    | Hammarstrand | 1 171                         | 290          |